# Hairini
Hairini est une banlieue de la cité de Tauranga, située dans la baie de l’Abondance ou Bay of Plenty de l’île du Nord de la Nouvelle-Zélande .

## Accès
La New Zealand Transport Agency (en) est en train de construire une route, qui passe sous la banlieue .

## Installations
Il y a 2 marae dans le secteur: 
- Le marae d’Hairini et la maison de rencontre de Ranginui, qui sont des lieux de rassemblement de l’hapū des Ngāti Ranginui (en)  des Ngāi Te Ahi (en).
- Le marae de Waimapu ou Ruahine Marae et la maison de rencontre Te Kaupapa o Tawhito, qui sont le lieu de rassemblement de l’hapū Ngāti Ranginui (en) des Ngāti Ruahine (en)[2],[3].